# Obóz w Gurs

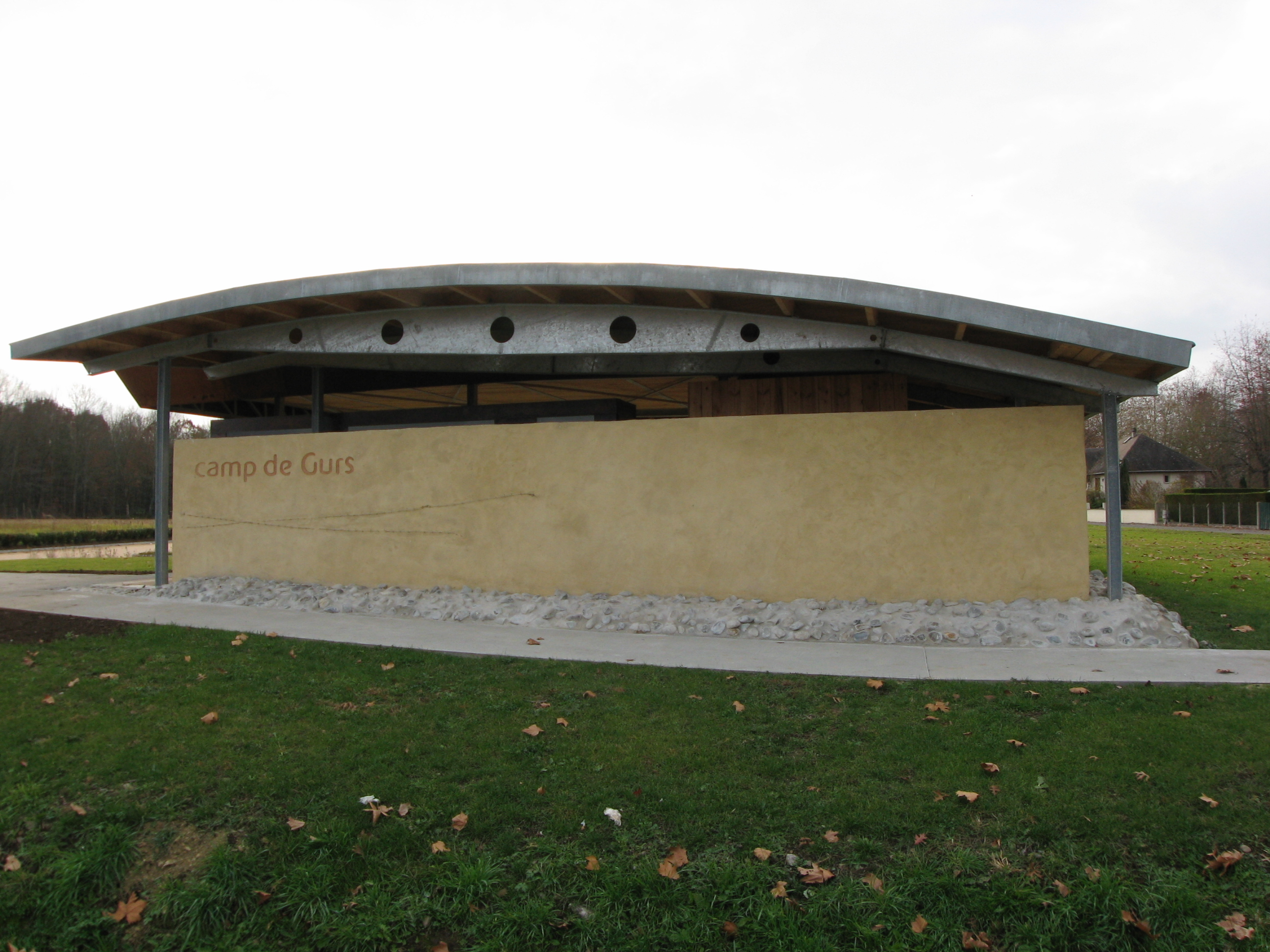
Pomnik ofiar obozu w Gurs

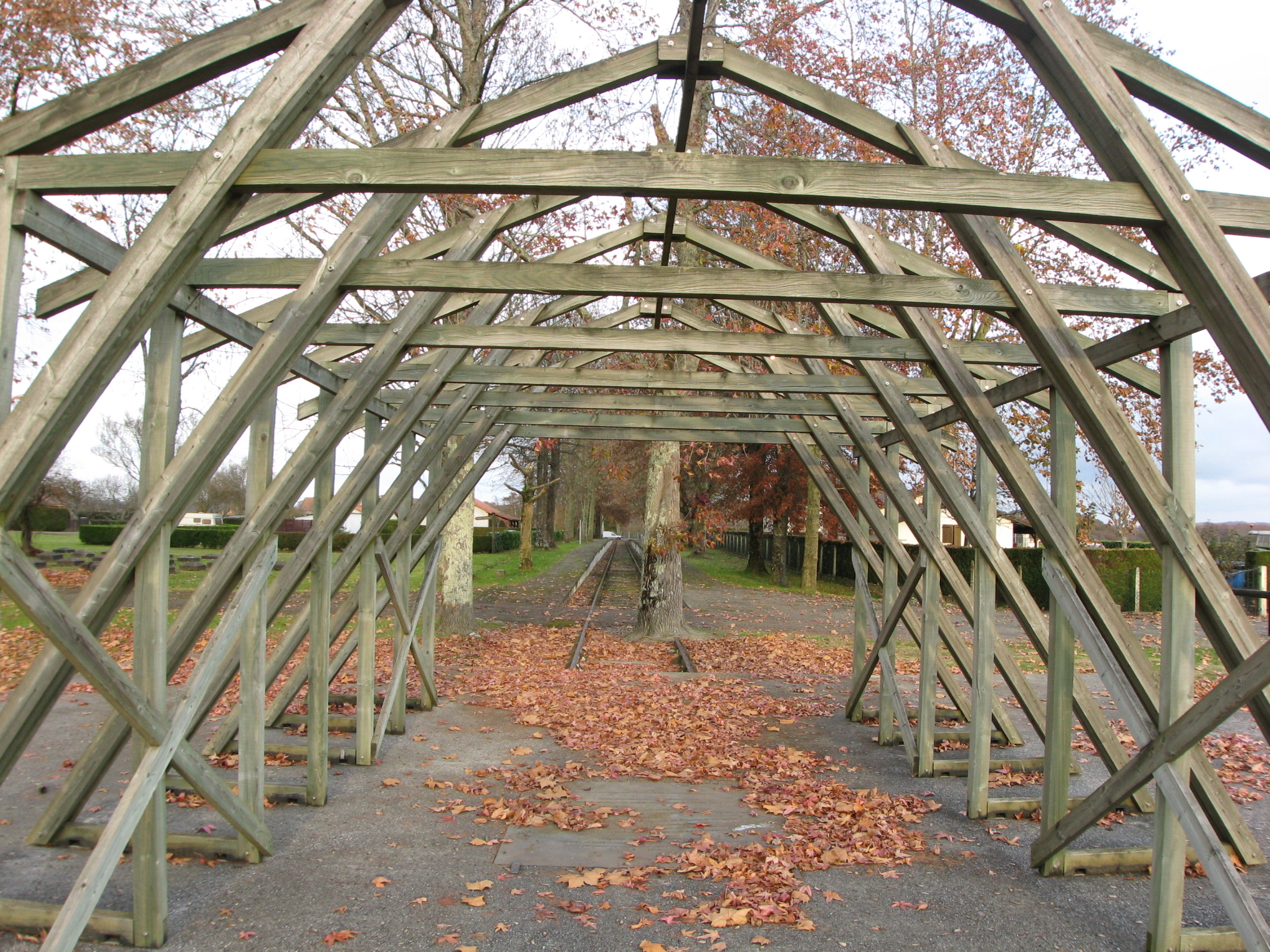
Rekonstrukcja baraku

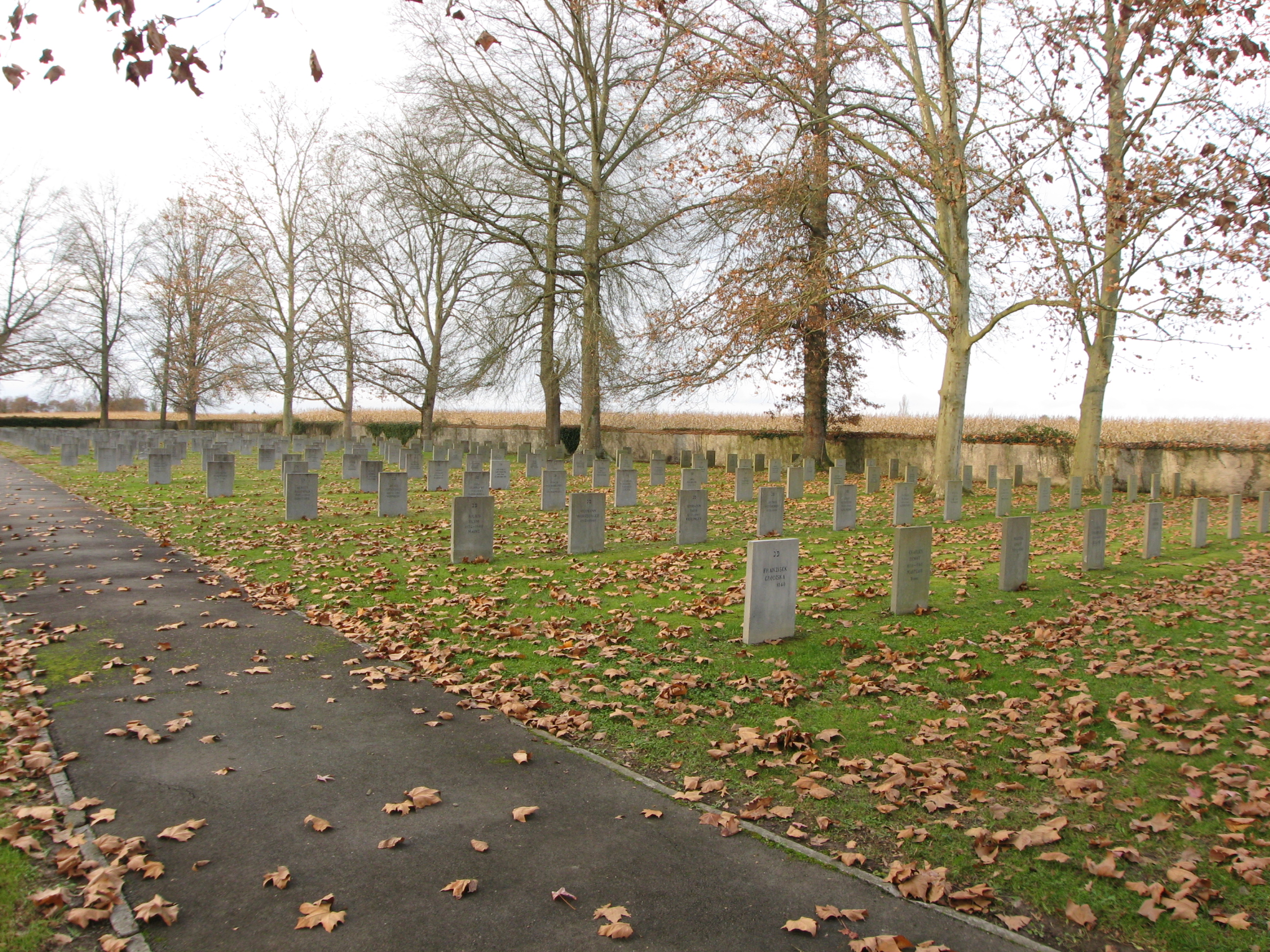
Groby Żydów zmarłych w obozie

Obóz w Gurs – obóz utworzony w okresie od 15 marca do 25 kwietnia 1939, przeznaczony dla byłych uczestników wojny domowej w Hiszpanii, walczących po stronie republikanów, którzy po ich klęsce nielegalnie przekroczyli granicę francuską. Istniał do 1946 roku.
Po wrześniu 1939 obóz w Gurs został przekształcony w miejsce odosobnienia, przeznaczone dla osób pochodzenia obcego, podejrzewanych o działalność antyfrancuską oraz dla działaczy komunistycznych. Z kolei władze państwa Vichy przekształciły Gurs w obóz przejściowy dla osób innej narodowości niż francuska, przeznaczonych przez hitlerowców do wywiezienia do obozów zagłady poza Francją. W obozie pozostawały ponadto osoby bez stałego zameldowania, podejrzewane o trudnienie się przemytem i prostytucją oraz osoby złapane przy próbie nielegalnego przekroczenia granicy między strefą okupowaną a strefą Vichy. Obóz w Gurs został ostatecznie zamknięty w 1946, po krótkim okresie przetrzymywania w nim niedawnych kolaborantów oraz tych weteranów wojny hiszpańskiej, których nowy rząd w dalszym ciągu uważał za niebezpiecznych wywrotowców. Szacuje się, że przez obóz przewinęło się około 64 tys. osadzonych w całym okresie jego istnienia, z czego 1072 osoby zmarły. 

## Historia

### Powstanie obozu
Powstanie obozu łączyło się z hiszpańską wojną domową i stosunkiem do niej rządu Éduarda Daladiera. Francja nie zaangażowała się w żaden sposób w działania wojenne w Hiszpanii, zaś po ostatecznej klęsce republikanów rząd francuski, spodziewając się napływu nielegalnych uchodźców z Hiszpanii, przygotował dla nich sieć obozów, które w założeniach miały pełnić funkcję przejściowych miejsc internowania. Gurs, ze względu na swoje położenie (34 km od granicy hiszpańskiej), miał być najważniejszym miejscem odosobnienia w tej grupie. Prace nad urządzeniem obozu na jałowym, pozbawionym wartości rolniczej płaskowyżu w pobliżu Gurs rozpoczęły się 15 marca 1939 i trwały do końca kwietnia. Pierwsze grupy zatrzymanych na granicy byłych republikanów trafiały do jeszcze niewykończonych zabudowań. Ostatecznie teren wyznaczony na potrzeby obozu miał 1400 metrów długości i 200 szerokości, przez całość terenu przebiegała jedna droga. 

### Warunki panujące w obozie
Wewnętrznie obóz został podzielony na działki, tzw. wysepki (fr. îlots) o wymiarach 200 na 100 metrów, z 30 barakami mieszkalnymi każda. Cały obóz otaczał podwójny, strzeżony mur. Baraki przeznaczone dla zatrzymanych były wzniesione z drewna, bez okien i wentylacji, z wyposażeniem ograniczonym do prymitywnych łóżek. Chociaż w założeniach twórców obozu każdy barak miał mieścić kilkunastu zatrzymanych, w momencie największego przeludnienia obozu kwaterowało w nich nawet po 60 osób. Brakowało wody i sanitariatów (poza prowizorycznymi latrynami), co uniemożliwiało zachowanie zasad higieny. Władze obozu nie starały się również przeciwdziałać częstemu zalewaniu obozu przez wodę deszczową, jaka gromadziła się na jego terenie przy częstych opadach wywołanych oceanicznym klimatem. Również dostarczana osadzonym żywność była bardzo niskiej jakości. 
Obóz w Gurs nie był jednak szczególnie silnie strzeżony: próby ucieczek z jego terenu były bardzo częste, łącznie 755 osadzonych (wielu z pomocą zewnętrzną) zdołało na stałe uciec z obozu. Większość pozostałych uciekinierów była zatrzymywana ze względu na nadzwyczaj nędzny wygląd, budzący podejrzenia mieszkańców okolicy, zawracana i czasowo zatrzymywana w specjalnym „baraku zbuntowanych”. Nie są znane natomiast przypadki znęcania się strażników nad osadzonymi. Sytuacja ta pozostawała bez zmian przez cały okres istnienia obozu. 
W Gurs funkcjonowało również dosyć rozwinięte życie kulturalne. 14 lipca 1939 z okazji francuskiego święta narodowego osadzeni zorganizowali zawody sportowe, paradę oraz koncert. Na ograniczoną skalę dopuszczane były wizyty osób z zewnątrz oraz zakup produktów żywnościowych od miejscowych chłopów. Osadzeni narodowości niemieckiej wydawali również własną gazetę Lagerstimme K.Z. Gurs. 

### Pomoc humanitarna
Począwszy od grudnia 1940 kilka organizacji humanitarnych zostało dopuszczonych do pomocy więźniom Gurs: szczególne zainteresowanie obozem wykazywał rząd baskijski na uchodźstwie, Szwajcarski Czerwony Krzyż oraz organizacje kwakrów. Rząd Vichy zgodził się również na pomoc udzielaną przez nieliczne tolerowane organizacje żydowskie, w tym, od 15 lutego 1941, żydowskie Dzieło Pomocy Dzieciom. Na terenie obozu nie działały natomiast żadne organizacje religijne, co miało związek z dużym odsetkiem osadzonych w obozie komunistów i zdeklarowanych przeciwników religii. 

## Osadzeni w Gurs
Więźniów osadzonych w związku z udziałem w hiszpańskiej wojnie domowej podzielono na następującej grupy: „brygadzistów” (fr. brigadistes) – byłych członków Brygad Międzynarodowych, Basków, „lotników” (fr. aviateurs) – personel republikańskiego lotnictwa oraz Hiszpanów – pozostałe osoby, które nielegalnie przekroczyły granicę francuską. Sytuacja członków różnych grup była diametralnie odmienna. O ile „lotnicy”, z racji posiadanego wykształcenia i umiejętności, często byli zatrudniani przez przedsiębiorstwa francuskie i uzyskiwali zwolnienie z obozu, o tyle Hiszpanie najczęściej byli traktowani przez państwo francuskie jako niepotrzebny balast (zwłaszcza osoby, których losem nikt się nie interesował). Wielu z nich zostało następnie powtórnie przewiezionych do Hiszpanii, gdzie w większości trafili do obozów organizowanych przez frankistów. Ci Hiszpanie, którzy przebywali jeszcze w obozie w momencie inwazji hitlerowskiej na Francję, w większości zdołali uciec, korzystając z ogólnego bałaganu i ze zniszczenia archiwów obozu. 
Od wybuchu II wojny światowej obóz w Gurs zaczął również pełnić funkcję miejsca odosobnienia dla „osób niepożądanych”, którą to funkcję utrzymał po powstaniu państwa Vichy. Jako „niepożądanych” zaklasyfikowano wówczas Niemców oraz cudzoziemców z „wrogich państw”, jak również aktywnych działaczy socjalistycznych, anarchistycznych, związkowych i komunistycznych. W drugiej kolejności dołączono do tej listy również francuskich sympatyków nazizmu oraz pacyfistów protestujących przeciw militaryzacji kraju. 
Po ustanowieniu państwa Vichy obóz w Gurs odwiedziła specjalna niemiecka komisja, która zadecydowała o wypuszczeniu ok. 700 więźniów narodowości niemieckiej oraz osadzonych za sympatie prohitlerowskie. Od tego momentu większość nowych transportów składała się z Żydów przeznaczonych do wywiezienia do obozów zagłady poza Francją, chociaż były też przypadki odwrotne – dowozu Żydów aresztowanych w Czechosłowacji, Włoszech, Austrii czy Holandii, a nawet w Niemczech i Polsce. Szczególnie natężenie transportów do Gurs nastąpiło od października 1940 za sprawą Wagnera, gauleitera Baden i Alzacji, który osobiście zadecydował o osadzeniu w Gurs ok. 14 tys. Żydów z tych regionów. W tym czasie obóz w Gurs był najbardziej przeludniony, a osadzonych dziesiątkowały tyfus i dyzenteria. Ze względu na to władze Vichy zażądały od hitlerowców zaprzestania organizacji transportów Żydów o takim natężeniu, chociaż generalnie utrzymały zgodę na funkcjonowanie obozów w „wolnej strefie”. Począwszy od lipca 1942 Żydzi przetrzymywani w Gurs zaczęli być dzieleni na grupy wysyłane następnie do obozu w Drancy, a stamtąd do Auschwitz-Birkenau. Zdecydowana większość byłych więźniów Gurs, która dotarła do miejsca przeznaczenia, nie przeżyła wojny. Formalnie w listopadzie 1943 obóz został zamknięty, jednak władze Vichy nadal wykorzystywały jego zabudowania do zatrzymywania „osób niepożądanych”.
Po wyzwoleniu Francji nowy rząd zdecydował o ponownym uruchomieniu obozu w Gurs z przeznaczeniem dla byłych kolaborantów oraz nielicznych jeńców niemieckich. Tym razem obóz działał jednak tylko do 1946, następnie jego zabudowania zostały całkowicie rozebrane. 

### Statystyka osadzonych
| Baskowie      | 6 555  |
| „Brygadziści” | 6 808  |
| „Lotnicy”     | 5 397  |
| Hiszpanie     | 5 760  |
| Łącznie       | 24 520 |

| Łącznie | 2 820 |

| Narodowości hiszpańskiej               | 3 695  |
| Narodowości niemieckiej i austriackiej | 9 771  |
| Narodowości francuskiej                | 1 329  |
| Łącznie                                | 14 795 |

| Żydzi niemieccy                    | 6 538  |
| Przewiezieni z obozu w Cyprien     | 3 870  |
| Żydzi hiszpańscy                   | 1 515  |
| Żydzi z innych krajów europejskich | 6 262  |
| Łącznie                            | 18 185 |

| Łącznie | 229 |

| Jeńcy niemieccy          | 310   |
| Hiszpańscy antyfrankiści | 1 475 |
| Kolaboranci              | 1 585 |
| Łącznie                  | 3 370 |

| W latach 1939–1945 | 60 559 |
| W latach 1945–1946 | 3 370  |
| Łącznie            | 63 929 |

## Pamięć o obozie
Po okresie niemal zupełnego zapomnienia, w 1979 grupa młodych ludzi z okolic Gurs postanowiła upamiętnić 40. rocznicę otwarcia obozu. Inicjatywa ta wywołała żywe zainteresowanie we Francji, Niemczech i Hiszpanii i doprowadziła do organizacji konferencji, w której wzięło udział kilkuset byłych więźniów Gurs, a także uczestników francuskiego ruchu oporu i byłych więźniów hitlerowskich obozów. Wszyscy zebrani opracowali tzw. Apel z Gurs, w którym zaapelowali o pamięć o cierpieniach osadzonych w obozie i o umożliwienie każdemu człowiekowi życia na wolności, w godnych warunkach. Do dnia dzisiejszego teren byłego obozu jest areną uroczystości upamiętniających minione wydarzenia. Funkcjonuje również otwarta dla zwiedzających rekonstrukcja jednej z obozowych „wysepek”. Od 1957 organizacje żydowskie oraz niemiecka Volksbund Deutsche Kriegsgräberfürsorge opiekują się istniejącym cmentarzem zmarłych w obozie w Gurs. W 1985 wzniesiony został pomnik ofiar obozu. Louis Aragon poświęcił obozowi jeden ze swoich wierszy.
Od 1993 miejsce po obozie w Gurs, Welodrom Zimowy oraz dom dzieci z Izieu otrzymały dekretem prezydenckim status szczególnych miejsc pamięci o ofiarach rasizmu i antysemityzmu hitlerowców oraz francuskich kolaborantów.